# El Tejado
El Tejado is een gemeente in de Spaanse provincie Salamanca in de regio Castilië en León met een oppervlakte van 21,19 km². El Tejado telt 120 inwoners (1 januari 2016).

## Demografische ontwikkeling
Bron: INE, 1857-2011: volkstellingen

## Geboren in
- Salustiano Sanchez (1901-2013), supereeuweling